# 임자남국민학교 갈도분실
임자남국민학교 갈도분실은 대한민국 전라남도 신안군에 있었던 초등학교다.

## 학교 연혁
- 1968년 4월 23일 임자남국민학교 갈도분실 개설 및 도서벽지학교 '갑'급 지정
- 1979년 2월 1일 도서벽지학교 '특'급 조정
- 1982년 3월 1일 도서벽지학교 '갑'급 조정
- 1986년 1월 1일 도서벽지학교 '나'급 조정
- 1989년 2월 28일 폐실 및 임자남국민학교 통폐합